# Похититель радуги
«Похити́тель ра́дуги» (англ. The Rainbow Thief) — английский трагикомический фильм 1990 года режиссёра Алехандро Ходоровски. Съёмки проходили в польском городе Гданьске. Главную роль сыграл  Омар Шариф, также в фильме снялись Питер О’Тул и Кристофер Ли. 
«Похититель радуги» является шестым полнометражным фильмом Ходоровски и его первым фильмом, снятым для британского кинематографа. Продюсеры фильма часто настаивали на том, чтобы ничего не менять в сценарии, успешно сдерживая дальнейшее художественное участие со стороны Алехандро, вследствие чего он на долгое время прекратит режиссёрскую деятельность. Наряду с «Фандо и лис», это один из двух фильмов, к которым сценарий писал не сам Ходоровски; вследствие чего режиссёр «отвергает» их.

## Сюжет
Рудольф фон Таннен — эксцентричный миллионер, который не заботится ни о ком, кроме своих далматинцев. В один из вечеров он приглашает своих знакомых на званый обед, где собак кормят икрой, а людей — костями. Из-за такого отношения к себе гости в гневе покидают мероприятие. Вскоре прибывает «пристрастная служба» борделя Рудольфа: большегрудые, одетые в цвета радуги, женщины. После интенсивных танцев и плясок у фон Таннена случается сердечный приступ, из-за которого тот впадает в кому.
Родственники миллионера собираются вместе, чтобы обсудить раздел наследства, однако, поскольку Рудольф всё ещё жив, его завещание не вступает в силу. Близкие подозревают, что Рудольф оставит всё своё состояние своему столь же эксцентричному племяннику Мелеагру. Мелеагр прибывает как раз вовремя, чтобы подслушать их разговор, затем незаметно уходит вместе со своим псом Хроносом.
Пять лет спустя Мелеагр живёт в канализационной трубе вместе с мелким воришкой по имени Дима. Мелеагр ведёт себя эксцентрично, постоянно общается с чучелом мёртвого Хроноса и произносит высокопарные речи. Дима вынужден воровать во время карнавалов и близ бродячих цирков, чтобы заработать на жизнь для них двоих. Он часто сталкивается с барменом, которому он должен большую сумму денег, а также с «опустившимися» людьми: карликом, «гигантом», «слепыми»-аферистами и Амброзией, чьё тело Дима эксплуатирует за деньги.
Однажды вечером, спасаясь от одного из своих многочисленных преследователей, Дима узнаёт о кончине Рудольфа, однако, при более детальном прочтении газеты, выясняется, что Рудольф оставил всё своё состояние «радужным девушкам». Расстроенный, Дима сталкивается с Мелеагром, чувствуя себя преданным им, хотя Мелеагр утверждает, что состояние, которое он когда-то обещал, было не деньгами или золотом, а раем и вечностью. Дима бросает его и решает оставить его и канализацию навсегда, сев на корабль в Сингапур. Однако уже в поезде он слышит, что в городе началось наводнение. Понимая, что их с Мелеагром убежище затопит, он спрыгивает с поезда и спешит обратно в канализацию, где его друг ждёт своей смерти с трупом своего пса.
Воссоединившись, парочка принимается искать выход из канализации, которую начинает затапливать, — безрезультатно. В конце концов они достигают лестницы, ведущей вверх: Дима умудряется забраться в безопасное место, Мелеагр же «принимает свою судьбу» и бросается в сильное течение, которое уносит его прочь. Дима вскарабкивается наверх и часами сидит в оцепенении посреди улицы, потрясённый. В самом конце, когда Дима идёт по докам, он замечает живого пса Хроноса, плавающего в воде. Собака и воришка воссоединяются и счастливо уходят на пирс, под радугой.

## Актёрский состав
- Омар Шариф — Дима
- Питер О’Тул — принц Мелеагр
- Кристофер Ли — дядя Рудольф
- Джуд Олдерсон — Гортензия
- Дэвид Бойс — клоун
- Джейн Чаплин — леди Джэйн
- Иэн Дьюри — бармэн

## Кинопрокат
Фильм был представлен в кинотеатрах в Лондоне (май 1990), Италии (Il Ladro dell’Arcobaleno, 1990), Франции (Le voleur d’Arc-en-ciel, Париж, 1994) и, после этого, Испании (El ladrón del Arco iris, Cine Doré, Мадрид, 2011); но фильм никогда не был выпущен в кинопрокат в США. «Похититель радуги», по сравнению с предыдущей работой режиссёра, «Бивнем» 1980 года, лишён многих личных, характерных для Ходоровски черт, что обсуждалось наряду с другими работами в документальном фильме «Созвездие Ходоровски» (1994).

## Кинофестивали
- Международный фестиваль фантастических фильмов в Каталонии (2019)
- Международный фестиваль независимого кино в Бордо[фр.](2019)[12]